# 梅林駅 (岐阜県)
梅林駅（ばいりんえき）は、岐阜県岐阜市金園町7丁目にあった名古屋鉄道美濃町線の駅（停留場）である。

## 歴史
1911年（明治44年）に美濃町線が美濃電気軌道の路線として開業した当初から存在する。開業当初、路線の起点は岐阜柳ヶ瀬駅にあり、そこから当駅までの区間は美殿町通りを経る経路をとっていた。しかし1950年（昭和25年）に徹明通りが拡幅されることになると、美濃町線もこちらに線路を移し、起点は岐阜柳ヶ瀬駅から徹明町駅に移った。このときに当駅も新線上に移転している。2005年（平成17年）限りで美濃町線は全線が廃止され、それとともに当駅も廃止された。
- 1911年（明治44年）2月11日 - 美濃電気軌道の神田町駅（のちの岐阜柳ヶ瀬駅） - 上有知駅（のちの美濃駅）間の開通と同時に開業[3]。
- 1930年（昭和5年）8月20日 - 美濃電気軌道が名古屋鉄道（初代。同年中に名岐鉄道に改称し、1935年より名古屋鉄道に再改称）に合併。同社の美濃町線の駅となる[3]。
- 1950年（昭和25年）4月1日 - 路線付替え（起点を岐阜柳ヶ瀬駅から徹明町駅に変更）に伴い、移転[3]。
- 2005年（平成17年）4月1日 - 美濃町線の廃止に伴い廃駅[4]。

## 駅構造
併用軌道上の相対式2面2線。ホームはなく、路面を緑色に塗装した「グリーンベルト」から乗降するようになっていた。徹明町から梅林までは複線だが、ここからは単線となる。そのため、自動信号化になるまではスタフの交換のため駅係員が常駐し、駅北側には小さな駅舎もあった。

### 配線図
| ← 徹明町方面 | 梅林駅 構内配線略図 | → 日野橋方面 |
| 凡例 出典:   |                     |              |

## 駅周辺
梅林の瑞龍寺山麓にはかつて車庫が存在した。車庫は1918年に長住町に移されている（さらに1967年には市ノ坪に移転）。
- 岐阜合同庁舎
- 岐阜市立梅林小学校
- 梅林公園

## 隣の駅
名古屋鉄道
美濃町線
金園町四丁目駅 - 梅林駅 - 金園町九丁目駅
美濃町線（1950年起点変更による廃止区間）
岐阜柳ヶ瀬駅 - 梅林駅
- 1950年に廃止された岐阜柳ヶ瀬駅までの区間には、かつて美園町駅（みそのちょうえき）、殿町駅（とのまちえき）が存在した。いずれも設置されていた時期は不詳。